# Palacio de los Condes de Gómara

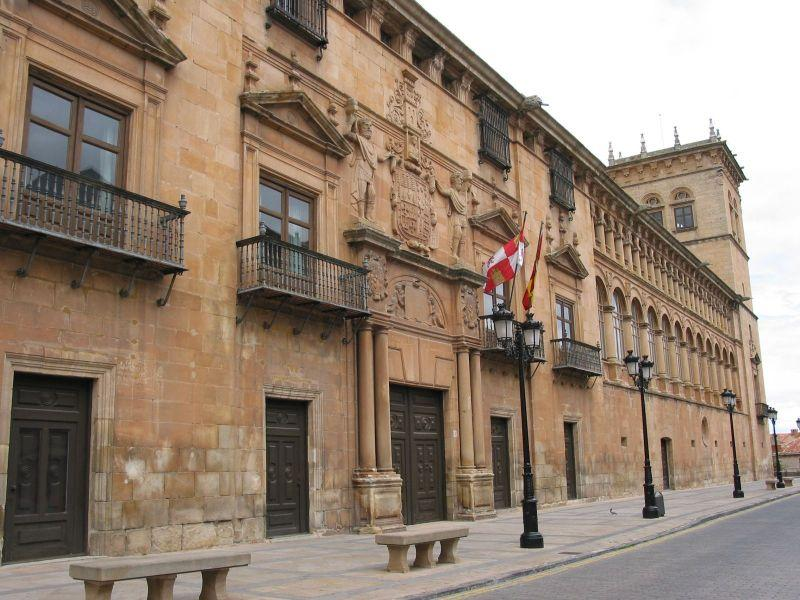
Fassade des Palastes

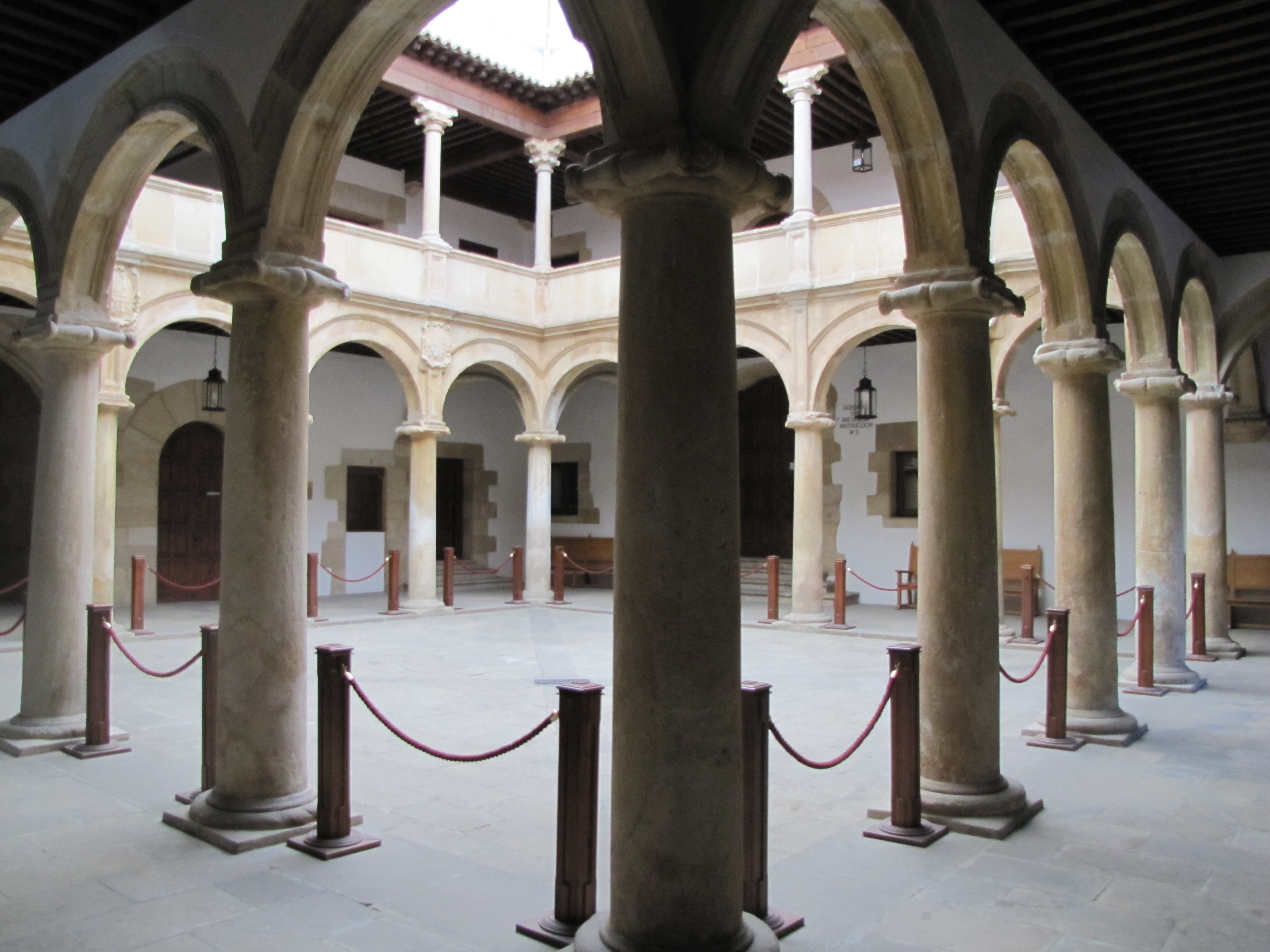
Patio des Palastes

Der Palacio de los Condes de Gómara ist ein Palast in Soria, der Hauptstadt der Provinz Soria in der Autonomen Region Kastilien und León, der im 16. Jahrhundert errichtet wurde. Der Palast ist ein geschütztes Baudenkmal (Bien de Interés Cultural).

## Geschichte und Beschreibung
Der Palast wurde von 1577 bis 1592 für den Grafen Francisco López de Río y Salcedo errichtet. Der Renaissancebau ist das bedeutendste profane Bauwerk der Stadt Soria. Er besitzt eine Fassade aus Steinquadern und einen Turm. Die Galerien des Patio werden von Rundbögen auf Säulen getragen werden. 

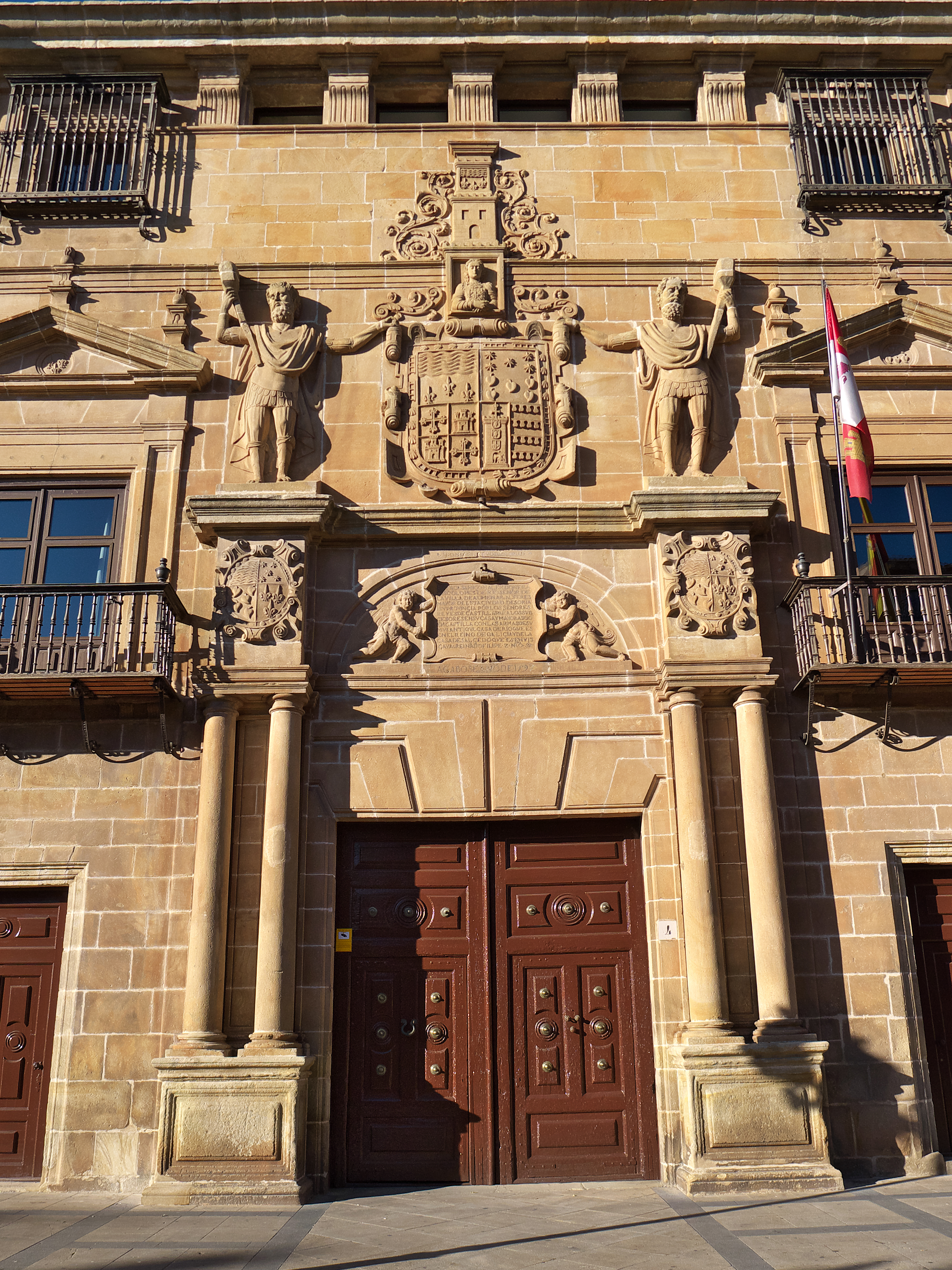
Portal mit Wappen

Das prächtige Portal wird gesäumt von zwei Doppelsäulen. Darüber ist das Wappen des Erbauers angebracht, das von zwei Kriegern in römischer Bekleidung gehalten wird.  